# نادي نوم كاليو
نادي نوم كاليو لكرة القدم (Nõmme Kalju Football Club) هو نادي كرة قدم إستوني تأسس سنة 1923. يلعب حالياً في الدوري الإستوني الممتاز.

## الألقاب
- الدوري الإستوني الممتاز

البطل (1): 2012
- كأس إستونيا

البطل (1): 2014–15